# Татур, Сергей Кузьмич
Сергей Кузьмич Татур (1899—1974) — советский учёный, доктор экономических наук, профессор; основатель и заведующий кафедрой бухгалтерского учета и анализа хозяйственной деятельности экономического факультета МГУ им. М.В.Ломоносова.
Автор более 140 научных работ, 15 из которых переведены на языки народов СССР, болгарский, венгерский, немецкий, польский, словацкий, чешский. Под его руководством было подготовлено 54 кандидатских и 7 докторских диссертаций.

## Биография
Родился 29 июня (11 июля по новому стилю) 1899 года в Минске в дворянской семье; отец - Кузьма Феликсович Татур (1870-1937). Был крещён священником Михаилом Вечерко в Слуцкой Георгиевской церкви.
В 1916 году окончил коммерческое училище и поступил в Московский коммерческий институт, совмещая учебу и работу. После Октябрьской революции, в 1919 году, прервав учёбу, Татур добровольцем вступил в ряды Красной Армии. По 1923 год служил начальником финансового отдела военно-строительных работ сначала Восточного, а по его ликвидации – Кавказского фронта.
После демобилизации, в 1923 году вернулся в Москву, где работал сначала бухгалтером, а затем главным бухгалтером Московского областного отдела Госрыбсиндиката (Всесоюзный рыбный синдикат  Наркомата внешней и внутренней торговли СССР). Без отрыва от работы продолжал учиться. В 1925 году окончил Институт народного хозяйства им. Г.В. Плеханова (ныне Российский экономический университет имени Г. В. Плеханова и был переведен на высшие двухгодичные педагогические курсы, эквивалентные современной аспирантуре. Здесь выполнил работу «Анализ балансов и методы его преподавания», подготовил и опубликовал ряд статей в журнале «Счетоводство».
Окончив курсы в 1927 году, был оставлен на них в качестве старшего ассистента по кафедре бухгалтерского учета. Одновременно начал работать в Промышленной академии им. И.В. Сталина (Всесоюзная промышленная академия, расформирована в 1941 году). Проработав в академии до конца её существования, Сергей Кузьмич в 1933 году был утвержден в ученой степени кандидата экономических наук (без защиты диссертации), а  1934 году — в звании доцента. В 1936 году он был утвержден и.о. профессора; в 1939 году защитил докторскую диссертацию «Методы анализа хозяйственной деятельности социалистических предприятий»  и был утвержден в звании профессора (1940) и ученой степени доктора экономических наук.
После расформирования академии, Татур был переведен в Московский институт цветных металлов и золота им. М.И. Калинина, где заведовал кафедрой учета и статистики. В первые дни Великой Отечественной войны он записался в Народное ополчение Москвы. Однако был возвращён для работы в науке. В конце июля 1941 года был эвакуирован в Свердловск и назначен на временную работу в Уральский индустриальный институт им. С.М. Кирова (ныне Уральский государственный технический университет — УПИ, где заведовал кафедрой учета и статистики и был деканом инженерно-экономического факультета. В 1943 году С.К. Татур вернулся в Москву и связал свою судьбу с экономическим факультетом Московского государственного университета, где проработал до конца жизни.
В 1953 году по его инициативе была организована лаборатория механизации учетно-плановых работ, а на экономическом факультете МГУ введен курс «Счетная техника», который впоследствии трансформировался в курс «Машинная обработка экономической информации и программирование на ЭВМ».
Умер 8 июня 1974 года. Был похоронен в Москве на Введенском кладбище (участок № 23).
За научную и педагогическую деятельность С.К. Татуру в МГУ была установлена мемориальная доска. С 1972 года на экономическом факультете МГУ ежегодно проводится международная научно-практическая конференция «Татуровские чтения».

## Основные труды
- «Анализ хозяйственной деятельности социалистических промышленных предприятий» (1940 год).
- «Курс анализа хозяйственной деятельности». I — издание в 1959 году, II — издание в 1967 году.
- «Хозяйственный расчет в промышленности СССР». I- издание в 1959 году, II — издание в 1964 году, III — издание в 1970 году.

## Заслуги
- Был удостоен звания «Заслуженный деятель науки РСФСР», награжден орденом Трудового Красного Знамени и медалями.
- За свою монографию  «Хозяйственный  расчет  в промышленности», опубликованную в 1959 году, был отмечен Грамотой МГУ; второе издание в 1966 году – серебряной медалью ВДНХ; третьему изданию была присуждена Ломоносовская премия МГУ.[1]